# Zatykó Ferenc (labdarúgó)
Zatykó Ferenc (Budapest, 1894. február 13. – ?, 1980) válogatott labdarúgó, jobbhátvéd.

## Családja
Szülei Zatykó János és Kuszenda Anna. Felesége Báhnik Anna Éva, akivel 1914. december 16-án kötött házasságot Budapesten.

## Pályafutása

### Klubcsapatban
A Vasas labdarúgója volt. Jó fizikumú, megbízható, határozottan szerelő, labdarúgó volt, aki inkább az ellenfél támadásainak megakadályozásában tűnt ki.

### A válogatottban
1919 és 1922 között három alkalommal szerepelt a magyar labdarúgó-válogatottban.

## Statisztika

### Mérkőzései a válogatottban
| Magyarország | Magyarország       | Magyarország              | Magyarország  | Magyarország | Magyarország | Magyarország | Magyarország | Magyarország |
| #            | Dátum              | Helyszín                  | Hazai         | Eredmény     | Vendég       | Kiírás       | Gólok        | Esemény      |
| ------------ | ------------------ | ------------------------- | ------------- | ------------ | ------------ | ------------ | ------------ | ------------ |
| 1.           | 1919. április 6.   | Budapest, Üllői úti pálya | Magyarország  | 2 – 1        | Ausztria     | barátságos   | -            |              |
| 2.           | 1922. május 14.    | Krakkó                    | Lengyelország | 0 – 3        | Magyarország | barátságos   | -            |              |
| 3.           | 1922. november 26. | Budapest, Üllői úti pálya | Magyarország  | 1 – 2        | Ausztria     | barátságos   | -            | 35'          |
|              | Összesen           |                           |               | 3            | mérkőzés     |              | 0            | gól          |